# 清晰頻道通信公司
清晰頻道通信公司（iHeartMedia, Inc.，原名为CC Media Holdings,Inc.）是一間美國的綜合性大眾媒體公司，總部位於德州聖安東尼奧 。公司在1972年由勞瑞·梅斯（Lowry Mays）和瑞德·麥康斯（Red McCombs）創立，業務包括廣播、音樂會舉辦和宣傳，和美國國內的固定式廣告。現任的執行長為馬克·梅斯（Mark Mays）。
清晰頻道通信公司擁有最多的調幅（AM）、調頻（FM）廣播電台，並擁有十二個XM衛星廣播（XM Satellite Radio）頻道。清晰頻道集團曾經涉足電視事業，直到在2008年將旗下電視台售予紐波特電視（Newport Television）。
「清晰頻道」（clear channel）的定義是來自調幅廣播，是指在單一的頻道（頻率）上只有一個電台播出。

## 業務
清晰頻道跨足了許多不同領域的媒體或廣告事業。包括但不僅限於：

### 廣播
清晰頻道是美國最大、營收最高的廣播電台集團，旗下擁有超過九百個電台。根據 BIA 財經網路的資料，清晰頻道電台在2005年的營收超過35億美元，比起營收居次的CBS廣播多出了10億美元以上。
清晰頻道從以下的廣播公司收購或取得了廣播電台：

| - The Ackerley Group - AMFM - Apex - Capstar（與 Gulfstar、Southern Star 和 Atlantic Star 共同經營） - Chancellor - Clark Broadcasting | - Dame Media - Eastern Radio Assets - Jacor - Quad City - Roberts - Paxson Communications | - Taylor Broadcasting - Trumper Communications - SFX Radio - Mondosphere Broadcasting |

### 戶外廣告

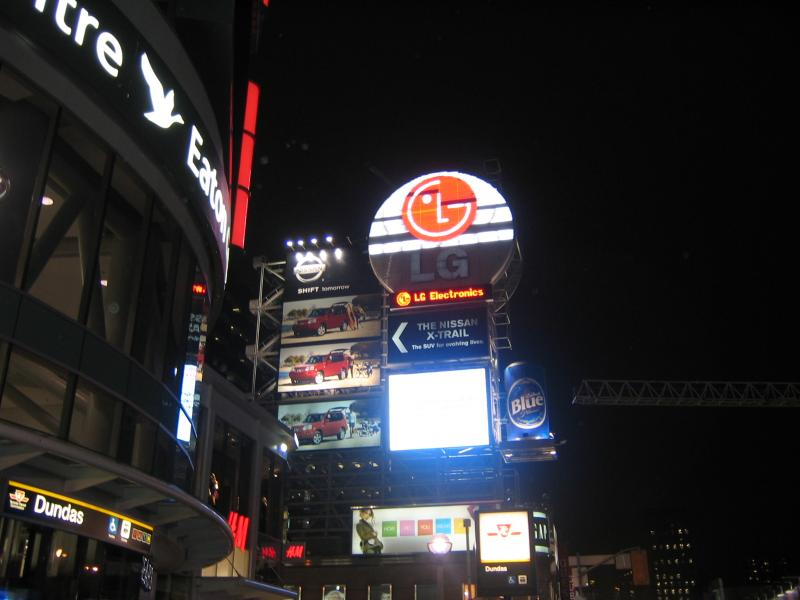
加拿大多倫多登打士廣場的廣告看板，由清晰頻道所擁有。

清晰頻道戶外廣告（Clear Channel Outdoor）是清晰頻道通信公司旗下的廣告公司。廣告空間分布在25個國家，許多廣告空間是由其他的媒體廣告公司提供，包括Bought Eller Media、Universal Outdoor和More Group Plc。清晰頻道也持有義大利和澳洲街道傢具公司的部份股份。此外，清晰頻道在瑞士、波蘭、澳洲、英國和智利等國家也擁有戶外廣告公司。

### 電視
1988年，清晰頻道在美國阿拉巴馬州莫比爾買下了第一間電視台「WPMI」。該電視台旗下擁有40個子電視台，其中一部份唯獨立的電視台（不屬於任何電視網）。在2007年，清晰頻道準備將旗下所有的電視台以12億美金的價格賣給一間私人股權投資公司「Providence Equity Partners」，這筆交易最後在2008年3月完成。所有清晰頻道曾擁有的電視台現在都屬於紐波特電視（Newport Television）所有，除了其中六個電視台被紐波特轉售給其他買家。

### 現場演出活動
在2005年12月21日，清晰頻道轉投資成立了「Live Nation」和「Live Nation UK」公司，前身為清晰頻道娛樂（Clear Channel Entertainment）。Live Nation是一間獨立的公司，不屬於清晰頻道所擁有。

### 新聞和資訊
在美國肯塔基州、西維吉尼亞州、維吉尼亞州、俄亥俄州、奧克拉荷馬州、阿拉巴馬州、田納西州、喬治亞洲和佛羅里達州經營清晰頻道新聞網（Clear Channel News Network）和地方新聞台。並擁有Premiere Radio Networks、福斯體育廣播網（FOX Sports Radio Network）等電台。也在美國和墨西哥市提供交通路況傳播的服務。

### 海外事業
- 在中华人民共和国、墨西哥、挪威和澳洲擁有部份的廣播集團
- 在新加坡、南非、瑞典、瑞士、羅馬尼亞、波蘭、智利、巴西、芬蘭、馬爾地夫和義大利擁有戶外廣告公司
- 在巴西擁有L & C Outdoor Comunicacao Visual Ltda.
- 在南非擁有機場的獨家廣告權
- 在英國境內擁有大量的廣告看板（透過Adshel公司取得），並有分公司「英國清晰頻道」（Clear Channel UK）。
- 在多個歐洲城市經營自行車租賃，包括法國的卡昂 [6]、第戎 [7]、佩皮尼昂 [8]和雷恩 [9]，以及挪威奧斯陸 [10]、西班牙巴賽隆納 [11]、瑞典斯德哥爾摩[12]和義大利米蘭 [13]。

### 垂直不動產
在2003年，清晰頻道成立了「垂直不動產」（Vertical Real Estate）部門，希望能增加來自廣播電塔的營收。清晰頻道在美國擁有超過1,500座廣播電塔，許多電塔由其他無線網路公司、固定式網路公司或其他傳播服務公司所租用。

## 爭議

### 九一一事件
在美國紐約和五角大廈遭遇九一一襲擊事件後，許多清晰頻道旗下的廣播電台間流傳了一份「不宜在全國哀悼期間播出」的歌曲清單。這份清單最初是由清晰頻道辦公室在2001年9月13日所提供，其中許多歌曲是由個別的廣播節目導演加入清單中。這份包含約150首歌曲的清單很快的在網路上被公開。許多批評者認為清晰頻道的政治偏好立場表現在這份清單上。清單中有許多歌曲只是歌名中有出現「飛機」、「飛」、「燒」、「墜落」等字眼。清晰頻道否認這是一張禁播歌曲清單，宣稱清單上的歌曲只是「需經過審慎考慮後再播放」。此外，清晰頻道旗下位於辛辛那提市的 WOFX 則在當時繼續照常播出清單上的歌曲，而當時清晰頻道的廣播總部正好也設在辛辛那提市。清單上的歌曲包括約翰·藍儂(John Lennon) 的 「Imagine」、湯姆·佩蒂（Tom Petty）的「Free Fallin'」（自由落體）、路易斯·阿姆斯壯的「What a Wonderful World」，以及討伐體制樂團（Rage Against the Machine）的所有歌曲。

### 宣傳活動
女性健康宣傳團體針對清晰頻道旗下電台節目「The MJ Morning Show」自2004年起持續舉辦的比賽提出強烈的批評。該比賽的獎品包括豐胸手術，但卻沒有對醫療疏失的情況提供任何法律資源。這項名為「叮噹水杯」（Jingle Jugs）的比賽仍然持續舉辦。
清晰頻道的發言人表示「那並不是清晰頻道所贊助的比賽，我們讓地方電台的管理者有制定節目內容的權力」。

### 拒絕刊登特定廣告圖像
在2004年，非營利的民主黨政治宣傳組織「告示牌計畫」（Project Billboard）控告清晰頻道違反合約，因為清晰頻道戶外廣告分公司拒絕刊登該團體的反對伊拉克戰爭廣告。這個廣告原本預計刊登在時代廣場上清晰頻道擁有的大型看板，廣告標語是「傳遞民主的最佳方式是樹立典範，而不是戰爭」，旁邊搭配紅、白、藍三色的炸彈卡通圖案。在清晰頻道和「告示牌計畫」的合約中規定，只能在廣告內容觸犯法律或違背公眾道德標準的情況下才有權拒絕刊登廣告，而清晰頻道宣稱，該廣告中的炸彈卡通圖案在經歷過九一一襲擊事件後的紐約市太過敏感。「告示牌計畫」則認為清晰頻道的拒絕刊登行為完全是出於政治理由。隨後，清晰頻道表示願意刊登修正後的廣告來解決這場官司，和平的鴿子圖案取代了原本的炸彈。
在2010年6月，清晰頻道戶外廣告公司在沒有提供理由的情形下，拒絕刊登助聖彼德斯堡LGBT遊行贊助商「St. Pete Pride」所送交的廣告，讓St. Pete Pride撤消了與清晰頻道之間的合約。St. Pete Pride表示在過去的八年間，清晰頻道曾修改該組織提供的廣告內容，並質疑廣告遭到拒絕刊登是因為其中顯示了同性情侶深情擁抱的照片。而清晰頻道的發言人拒絕針對廣告圖片遭拒絕的理由進行評論，但否認同性情侶的照片是被拒絕的原因，表示類似的圖片以前也曾在「St. Pete Pride」的廣告上出現。

### 內容審查
清晰頻道長期被指控事先審查批評喬治·沃克·布希和其他共和黨員的言論。狄克西女子合唱團主唱娜塔麗·麥恩斯在倫敦的演唱會上表示「我們對於和美國總統布希同樣來自德州感到羞恥」後，該樂團的歌曲突然在清晰頻道旗下電台的播放次數驟減。當時清晰頻道被批評者指控編列了「廣播黑名單」，但根據廣播紀錄顯示，雖然許多清晰頻道旗下的部份廣播電台的確停止播出狄克西女子合唱團的歌曲，但所有旗下電台播放該樂團歌曲的時數仍然超過其他公司的電台。
清晰頻道擁有的「KTVX」是唯一拒絕播出辛迪·希恩反對伊拉克戰爭廣告的地方電視台。許多意見認為這是對於言論自由的審查行為，但清晰頻道同時也將許多晨間的脫口秀、音樂節目變更為「進步主義式的脫口秀」（progressive talk，指的是以自由主义的觀點論述時事的節目），節目對於喬治·沃克·布希的施政有許多批評。然而，清晰頻道也開始將許多「進步主義式的電台」變更為其他的形態。
清晰頻道同時也是斯卡龐克樂團Leftover Crack歌曲「Clear Channel (Fuck Off)」的攻擊目標，歌曲指控該公司不道德和不公平的行為。

## 資料來源
1. 1 2  Clear Channel Investor Relations.  (PDF). clearchannel.com. Clear Channel. 2008-02-14  [2008-05-04]. （原始内容 (PDF)存档于2011-09-26）.
2. ↑  "Clearchannel.com （页面存档备份，存于）." Clear Channel Communications. Retrieved on April 24, 2009.
3. ↑   30 (18). Radio World. July 19, 2006: 28.
4. ↑  . Live Nation.   [2007-05-06].
5. ↑  .   [2010-06-26]. （原始内容存档于2008-06-25）.
6. ↑  www.veol.caen.fr 的存檔，存档日期2012-12-06.
7. ↑  www.velodi.net 的存檔，存档日期2008-04-12.
8. ↑  .   [2010-06-26]. （原始内容存档于2012-12-06）.
9. ↑  .   [2010-06-26]. （原始内容存档于2021-03-08）.
10. ↑  .   [2022-01-10]. （原始内容存档于2020-12-01）.
11. ↑  .   [2010-06-26]. （原始内容存档于2012-12-06）.
12. ↑  www.stockholmcitybikes.se 的存檔，存档日期2012-12-06.
13. ↑  .   [2010-06-26]. （原始内容存档于2021-03-21）.
14. ↑  在2001年，清晰頻道的地區節目資淺副總裁傑克·伊凡斯（Jack Evans）表示清單是由個別的節目製作人所編寫，並非由公司的管理階層提供。但完整的清單是由清晰頻道的管理階層分發給各節目的導演。參見：Truitt, Eliza. . Chatterbox. Slate.com. 2001-09-17  [2007-09-14]. （原始内容存档于2008-06-17）.
15. ↑  .   [2010-06-26]. （原始内容存档于2002-04-05）.
16. ↑   (PDF) (新闻稿). Clear Channel Communications, Inc. 2001-09-18  [2008-08-03]. （原始内容 (PDF)存档于2002-09-23）.
17. ↑  原文為：Democracy is best taught by example, not by war
18. ↑  Pransky, Noah. . St. Petersburg, Florida: WTSP. 06-12-2010  [2010-06-25].
19. ↑  Gabriel Rossman, "Elites, Masses, and Media Blacklists: The Dixie Chicks Controversy," Social Forces: 83 (2004): 61-78.
20. ↑  . USA Today. 2005-08-20  [2007-01-13]. （原始内容存档于2012-07-16）.

## 外部連結
- Clear Channel Communications （页面存档备份，存于）
- Clear Channel 英國 （页面存档备份，存于）
- Clear Channel 新加坡 （页面存档备份，存于）
- List of Clear Channel 旗下的電台列表 （页面存档备份，存于）
- 中的“Clear Channel Communications”
- CorpWatch.org 上關於 Clear Channel 的文章 （页面存档备份，存于）
- Project Censored 關於 Clear Channel 的文章 （页面存档备份，存于）
- Team o0xst and Garrett Morgan go before city council
- Clear Channel Sale To End Era （页面存档备份，存于），《華盛頓郵報》
- Kosman, Josh (2010-04-12) Unclear future: Clear Channel creditors poised to pick up pieces （页面存档备份，存于），《紐約郵報》